# Carmen et Lola
Pour plus de détails, voir Fiche technique et Distribution.
Carmen et Lola (Carmen y Lola) est un film espagnol écrit et réalisé par Arantxa Echevarría, sorti en 2018.
Le film fait partie de la sélection de la Quinzaine des réalisateurs au Festival de Cannes 2018,,,.

## Synopsis
L'histoire d'amour entre deux gitanes, qui essaient de vivre dans le milieu conservateur gitan.

## Fiche technique
- Titre original : Carmen y Lola
- Titre français : Carmen et Lola
- Titre international : Carmen and Lola
- Réalisateur : Arantxa Echevarría
- Scénario : Arantxa Echevarría
- Montage : Renato Sanjuán
- Production : Arantxa Echevarría, Pilar Sanchez Diaz
- Musique : Nina Aranda
- Pays :  Espagne
- Langue : espagnol
- Genre : drame, romance
- Lieux de tournage : Madrid et Santander
- Format : couleur
- Durée : 103 minutes (1 h 43)
- Dates de sortie :
  - France : 15 mai 2018 (Quinzaine des réalisateurs)[5] ; 14 novembre 2018 (sortie nationale)
  - Espagne : 7 septembre 2018[6]

## Distribution
- Rosy Rodriguez : Carmen
- Zaira Romero (en) : Lola
- Moreno Borja : Paco
- Carolina Yuste : Paqui
- Rafaela León : Flor

## Distinctions

### Récompenses
- Festival du film espagnol Cinespaña de Toulouse 2018 : Violette d'or du meilleur film, prix de la meilleure interprétation masculine pour Moreno Borja et prix du public[7].
- Festival international du film de femmes de Salé 2018 : Prix du jury[8],[9].
- Goyas 2019[10],[11]:
  - Prix Goya de la meilleure actrice dans un second rôle pour Carolina Yuste.
  - Prix Goya du meilleur nouveau réalisateur pour Arantxa Echevarría.

## Sélection
- Festival de Cannes 2018 : sélection à la Quinzaine des Réalisateurs.